# Petar Stojtschew (Schwimmer)
Petar Stojtschew (international auch Petar Stoychev geschrieben, bulgarisch Петър Стойчев; * 24. Oktober 1976 in Momtschilgrad) ist ein bulgarischer Schwimmsportler und Gewinner der Goldmedaille über 25 km Freiwasserschwimmen bei den Schwimmweltmeisterschaften 2011 in Shanghai und bei den Freiwassereuropameisterschaften 2012 in Piombino. 2013 wurde er für kurze Zeit Minister für Sport und Sportbildung in der Interimsregierung von Marin Rajkow.
Am 24. August 2007 konnte Stojtschew den 2005 vom deutschen Schwimmer Christof Wandratsch aufgestellten Weltrekord für die Querung des Ärmelkanals unterbieten und stellte mit 6 h 57 m 50 s eine neue Rekordzeit auf. Er wurde somit der Erste, der den Ärmelkanal schwimmend unter 7 h durchqueren konnte.
Am 10. Januar 2016 verbesserte er den Weltrekord von Christof Wandratsch über 1000 m Eisschwimmen bei den Ice Swimming German Open in Burghausen auf 12 m 28,10 s. 
2019 wurde er in die International Swimming Hall of Fame aufgenommen.